# Iureampil, Borșciv
Iureampil (în ucraineană Юр'ямпіль) este un sat în comuna Bilce-Zolote din raionul Borșciv, regiunea Ternopil, Ucraina.

## Demografie
Componența lingvistică a localității Iureampil
     Ucraineană (100%)
Conform recensământului din 2001, toată populația localității Iureampil era vorbitoare de ucraineană (100%).